# العلاقات الإسواتينية الميكرونيسية
العلاقات الإسواتينية الميكرونيسية هي العلاقات الثنائية التي تجمع بين إسواتيني وولايات ميكرونيسيا المتحدة.

## مقارنة بين البلدين
هذه مقارنة عامة ومرجعية للدولتين:
| وجه المقارنة                                              | إسواتيني                                   | ولايات ميكرونيسيا المتحدة |
| --------------------------------------------------------- | ------------------------------------------ | ------------------------- |
| المساحة (كم2)                                             | 17.36 ألف                                  | 702                       |
| عدد السكان (نسمة)                                         | 1.37 مليون                                 | 105.54 ألف                |
| الكثافة السكانية (ن./كم²)                                 | 78.92                                      | 15.03 ألف                 |
| العاصمة                                                   | لوبامبا، مبابان                            | باليكير                   |
| اللغة الرسمية                                             | لغة إنجليزية، لغة سوازي                    | لغة إنجليزية              |
| العملة                                                    | ليلانغيني سوازيلندي                        | دولار أمريكي              |
| الناتج المحلي الإجمالي (بليون دولار)                      | 4.41 مليار                                 | 336.43 مليون              |
| الناتج المحلي الإجمالي (تعادل القوة الشرائية) بليون دولار | 11.13 مليار                                | 365.27 مليون              |
| الناتج المحلي الإجمالي الاسمي للفرد دولار أمريكي          | 3.20 ألف                                   | 3.02 ألف                  |
| الناتج المحلي الإجمالي للفرد دولار أمريكي                 | 8.29 ألف                                   |                           |
| مؤشر التنمية البشرية                                      | 0.531                                      | 0.640                     |
| رمز المكالمات الدولي                                      | +268                                       | +691                      |
| رمز الإنترنت                                              | .sz                                        | .fm                       |
| المنطقة الزمنية                                           | التوقيت القياسي لجنوب أفريقيا، ت ع م+02:00 |                           |

## منظمات دولية مشتركة
يشترك البلدان في عضوية مجموعة من المنظمات الدولية، منها:
| علم المنظمة | اسم المنظمة                                 | تاريخ انضمام إسواتيني | تاريخ انضمام ولايات ميكرونيسيا المتحدة |
| ----------- | ------------------------------------------- | --------------------- | -------------------------------------- |
|             | مؤسسة التنمية الدولية                       | 22 سبتمبر 1969        | 24 يونيو 1993                          |
|             | يونسكو                                      | 25 يناير 1978         | 19 أكتوبر 1999                         |
|             | وكالة ضمان الاستثمار متعدد الأطراف          | 18 أبريل 1990         | 11 أغسطس 1993                          |
|             | الأمم المتحدة                               | 24 سبتمبر 1968        | 17 سبتمبر 1991                         |
|             | مجموعة دول أفريقيا والكاريبي والمحيط الهادئ | ?                     | ?                                      |
|             | البنك الدولي للإنشاء والتعمير               | 22 سبتمبر 1969        | 24 يونيو 1993                          |
|             | الاتحاد الدولي للاتصالات                    | 11 نوفمبر 1970        | 18 مارس 1993                           |
|             | منظمة حظر الأسلحة الكيميائية                | ?                     | ?                                      |
|             | مؤسسة التمويل الدولية                       | 22 سبتمبر 1969        | 24 يونيو 1993                          |
|             | المركز الدولي لتسوية المنازعات الاستشارية   | 14 يوليو 1971         | 24 يوليو 1993                          |